# Juan López (bispo de Crotone)
Juan López, OP (falecido em 1632) foi um prelado católico romano que serviu como Bispo de Monopoli (1598–1608) e Bispo de Crotone (1595–1598).

## Biografia
Juan López foi ordenado sacerdote na Ordem dos Pregadores. No dia 5 de junho de 1595, foi nomeado durante o papado de Clemente VIII como Bispo de Crotone. A 11 de junho de 1595, foi consagrado bispo por Alfonso Pisani, arcebispo de Santa Severina com Leonard Abel, bispo titular de Sidon, e Cristóbal Senmanat y Robuster, bispo emérito de Orihuela servindo como co-consagradores. A 15 de novembro de 1598, foi nomeado bispo de Monopoli. Serviu como Bispo de Monopoli até à sua renúncia em 1608. Faleceu em 1632.
Enquanto bispo, foi o principal co-consagrador de Alonso González Aguilar, Bispo de León (1613); e Cristóbal Martínez de Salas, Bispo do Panamá (1626).